# Designteknolog
Designteknolog er en uddannelse rettet mod design indenfor fire specialer tilknyttet mode- og livsstilsbranchen samt kommunikations- og massemediebranchen.

## Uddannelse
Studiet strækker sig over to år fordelt på fire semestre. 
På første semester vil alle studerende få grundlæggende viden inden for basisfagene design, teknologi og business. 
Undervisningen berører emnerne:
- designprocessen
- værdifilosofi
- æstetik
- virksomheden
- handel
- kommunikation
- teknologi
- menneske og miljø.

I løbet af andet og tredje semester er bygget op omkring teori, metode og praksis igennem øvelser, opgaver, projekter og cases i samarbejder med virksomheder. Sidste del af tredje semester vil foregå i praktik i en virksomhed i enten ind- eller udland. 
I fjerde semester tilbydes valgfag, hvor der er mulighed for individuelt at udforme sit speciale. Uddannelsen afsluttes med, at den studerende selvstændigt skal udarbejde et projekt i samarbejde med en virksomhed. 
I løbet af studiet vil man opnå en holistisk værdikædeforståelse og få specialiseret viden og kompetencer indenfor det valgte speciale. 

## Ansættelsesmuligheder
Uddannelsen sigter på brede ansættelsesmuligheder, dog afhængende af hvilket speciale man har studeret på under af sin uddannelse.
Som designteknolog med speciale i Sustainable Fashion arbejder man typisk som designassistent, fx som:
- designassistent indenfor beklædning
- designassistent indenfor accessories
- trendspotter.

Som designteknolog med speciale i Pattern Design arbejder man typisk som konstruktionsassistent i mode- og livsstilsvirksomheder, fx som: 
- modelteknikker
- konstruktionsassistent

Som designteknolog med speciale i Fashion Management arbejder man typisk som assistent i mode- og livsstilsbranchen og indgår i teams, der arbejder med styringen af virksomhedens mange processer, herunder indkøb og produktion. Det vil sige, at man kan arbejde indenfor arbejdsområder som:
- indkøbsassistent
- producution controller
- retailcoordinator

Som designteknolog med speciale i Marketing & Communication Design arbejder man typisk med at afkode markedsforhold og at udarbejde koncepter, marketing og kommunikationsmateriale, der fremmer kendskab til virksomheden og salg af virksomhedens produkter. Det vil sige, at man kan arbejde indenfor arbejdsområder som:
- marketing assistent
- kommunikations-assistent
- PR-assistent
- eventkoordinator
- projektleder-assistent